# Daspletis albosetatus
Daspletis albosetatus är en tvåvingeart som beskrevs av Hull 1967. Daspletis albosetatus ingår i släktet Daspletis och familjen rovflugor.
Artens utbredningsområde är Namibia. Inga underarter finns listade i Catalogue of Life.